# 주에이
주에이(일본어: 寿永)는 일본의 연호(元号) 중 하나이다.
- 전후 : 요와(養和) 이후 - 겐랴쿠(元暦) 이전.
- 시기 : 1182년 ~ 1183년
- 천황 : 안토쿠 천황, 고토바 천황
- 인세이 : 고시라카와 법황
- 무가동량 : 다이라노 무네모리, 미나모토 노 요리토모

겐지(源氏)와 헤이케(平家)간 쟁란(지쇼・주에이의 난)의 시대로, 미나모토 노 요리토모의 겐지측에서는 이 연호를 사용하지 않고 지쇼 연호를 계속해서 사용하였다. 또한 헤이케측에서는 겐랴쿠 연호를 사용하지 않고 이 주에이 연호를 계속해서 사용하였다.

## 개원(改元)
- 요와 2년 5월 27일(율리우스력 1182년 6월 29일), 개원.
- 주에이 3년 4월 16일(율리우스력 1184년 5월 27일), 겐랴쿠로 개원된다.

## 출전
『시경』의 「率見昭考，以孝以享，以介眉壽。永言保之，思皇多祜」.

## 주에이 시기에 일어난 일
- 2년
  - 고토바 천황이 천조(践祚).
- 3년
  - 우지가와 전투에서 미나모토 노 노리요리와 미나모토 노 요시쓰네의 군이 미나모토 노 요시나카 군을 격파하다.
- 4년
  - 3월 : 단노우라 전투. 헤이케(平家)가 멸망하다.

## 서력과의 대조표
| 주에이 | 원년     | 2년      | 3년         | 4년        |
| ------ | -------- | -------- | ----------- | ---------- |
| 서력   | 1182년   | 1183년   | 1184년      | 1185년     |
| 겐지측 | 지쇼 6년 | 지쇼 7년 | 겐랴쿠 원년 | 겐랴쿠 2년 |
| 간지   | 임인     | 계묘     | 갑진        | 을사       |

## 같이 보기
- 일본의 연호 일람

| 이전 요와 | 일본의 연호 1182년 ~ 1184년 | 다음 겐랴쿠 |